# Joosten
Joosten ist ein männlicher Vorname und Familienname.

## Herkunft und Bedeutung
Joosten ist ursprünglich eine patronymische Bildung (schwacher Genitiv) zum männlichen Vornamen Joost mit der Bedeutung "Sohn des Joost" bzw. "Tochter des Joost".

## Namensträger

### Patronym
- Jan Joosten van Lodensteyn (1556–1623), niederländischer Kaufmann und Seefahrer
- Joost Joosten (1542–1560), niederländischer Täufer und Märtyrer, der singend verbrannt wurde

### Vorname
- Joosten Mindrup (* 1967), deutscher Schauspieler und Theaterregisseur

### Familienname
- Dirk Jan Hendrik Joosten (1818–1882), niederländischer Blumenmaler
- Guy Joosten (* 1963), belgischer Theater- und Opernregisseur
- Hanns Joosten (* 1961), niederländischer Fotograf
- Hans Joosten (* 1955), niederländischer Moorkundler und Paläoökologe
- Hugo Joosten (1878–1962), niederländischer Ingenieur
- Jan Joosten (Theologe) (* 1959), belgischer Bibelwissenschaftler
- Kathryn Joosten (1939–2012), US-amerikanische Schauspielerin niederländischer Herkunft